# 足立慶次郎
足立 慶次郎（あだち けいじろう、1919年8月5日 - 2009年7月15日）は、日本の経営者。田辺製薬(現在の田辺三菱製薬)社長を務めた。

## 来歴・人物
大阪府出身。1942年に大阪商科大学を卒業し、同年に田辺製薬に入社。1963年6月に取締役に就任し、1978年5月に常務、1979年3月に専務を経て、1985年7月に副社長に就任し、1986年9月には社長に昇格。1989年6月に会長に就任し、1995年6月に相談役に就任。
1992年4月に勲三等瑞宝章を受章。
2009年7月15日に脳内出血のために死去。89歳没。